# Frankie Carle
Frankie Carle (25 de marzo de 1903 - 7 de marzo de 2001) fue un líder de banda y pianista de nacionalidad estadounidense. 

## Biografía
Nacido en Providence (Rhode Island), fue un popular líder de banda de las décadas de 1940 y 1950. Apodado "The Wizard of the Keyboard (El Mago del Teclado)", se inició trabajando para diferentes bandas de música de baile. Sin embargo, destacó cuando actuó en la banda de Horace Heidt, llegando a ser el colíder de la formación. 
Carle dejó la orquesta de Heidt en 1944, formando un grupo propio. Su hija, Marjorie Hughes, fue la cantante principal. Carle consiguió varios éxitos en la década de 1940 e inicios de la de 1950, entre ellos su canción característica, "Sunrise Serenade", y "Oh! What It Seemed To Be!". La banda se disolvió en 1955, actuando a partir de entonces como solista. 
Frankie Carle falleció por causas naturales en Mesa (Arizona) en 2001, pocos días antes de cumplir los 98 años de edad. Fue enterrado en el Cementerio Forest Lawn Memorial Park de Hollywood Hills, Los Ángeles.
A Carle se le incluyó en 1989 en el salón de la Fama de las Big Band y el Jazz. Además, se le concedió una estrella por su actividad discográfica en el Paseo de la Fama de Hollywood, en el 1751 de Hollywood Boulevard.

## Álbum
- 30 Hits of the Tuneful '20s  RCA Victor (LSP-2592, 1963)